# Agua Escondida
Agua Escondida es uno de los cuatro distritos del departamento Malargüe, en la provincia de Mendoza, Argentina, y abarca su sector este. 
Sus localidades y parajes principales son Agua Escondida (villa cabecera), El Cortaderal, Borbarán y La Salinilla.

## Geografía

### Población
Según el INDEC en 2001 tenía 1.113 habitantes.
Según el censo del 2010 del INDEC, el municipio de Malargüe tiene 27.660 habitantes, de los cuales 21.619 corresponden al tipo urbano, 452 a rural agrupado y 5589 a rural disperso. Según la misma fuente, la localidad de Malargüe propiamente dicha cuenta con 21 619 habitantes, abarcando la totalidad de la población urbana del municipio. Por su población Malargüe es el 6.º aglomerado de la provincia de Mendoza y uno de los municipios con mayor crecimiento demográfico del país en la última década.
En el caso de Agua Escondida, los documentos no especifican el número exacto de habitantes en el lugar.

### Clima
Se puede observar a simple vista que es un clima árido, seco, con escasez de lluvias, en invierno se naturaliza el frío y a veces hasta puede llegar a nevar.

### Flora y Fauna
En esta zona, la fauna es variada. Se puede encontrar pumas, zorros (gris, colorado), gato (montes, overo o andino), guanacos, liebres ( maras o castillas), vizcachas, chinchillas, ñandús, cuis, hurones, tunduque, piche, víboras (cenizas, variedades de culebras).
En cuanto a la flora se puede observar el piquillín, la jarilla, el tomillos, alpatacos, solupe, tupe, coirón, flechilla, shauyin, molle, romerillo, unquillo, chañar.

## Economía
La actividad tradicional es, como en el resto del departamento, la cría extensiva de ganado caprino. También es de importancia el ganado vacuno y en siguiente rango el ovino.
La actividad minera también desempeña un papel importante en el distrito. La Mina Ethel representó un importante asentamiento en la región, pero su explotación fue cerrada hace décadas. Desde el año 2004 se inició exploración para búsqueda de oro, la cual fue cerrada debido a la prohibición de la utilización de cianuro para la producción minera por el gobierno de la provincia de Mendoza.
Caprinos: La explotación caprina es la actividad que más se desarrolla en el paraje de Agua Escondida, tanto para el consumo, la comercialización y la reproducción. Las razas más utilizadas son las cabras criollas de la zona.
Bovinos: En la ganadería bovina se utiliza  algunas razas como Aberdeen- Angus, Hertford y criollos las cuales son utilizadas para el comercio.
Equinos: Estos son usados para el trabajo en el campo como la cabalgata, aunque también los comercializan. Las razas más utilizadas son los criollos y percherones.

## Turismo
Camping municipal, Cerro de la Bandera, Laguna de Azufre, Laguna del Pueblo, Rincón de la Viuda, Los Corrales (lugar en donde se ubica el cementerio).

## Instituciones
- Escuela Técnica Pecuaria 4-227 "Guadalupe de la Frontera".
- Centro Comunitario Rural Evangélico.
- Escuela primaria albergue 8-589 "Cristo Redentor".
- Centro de Salud N° 126 "Dr. Raúl Pedro Facundo Tata Quiroga"
- Destacamento Policial Agua Escondida
- Casa de Contención Social "Gabriela del Carmen Yanquinao"
- En Agua Escondida, posee un Polideportivo con SUM (Salón de Usos Múltiples) también dispone de un helipuerto, oficina de Senasa (Servicio Nacional de Sanidad y Calidad Agroalimentaria), Delegación municipal, y hospedaje para 30 personas aproximadamente. Tiene predio de curtiembre. Además, cuenta con señal de telefonía celular.

## Fiestas populares
Cada 21 de septiembre se celebra "Agua Escondida le canta a la primavera". Allí se viven tres días de fiesta con peña, baile, desfile, destrezas criollas, y jinetadas.
Otra celebración,en este caso religiosa, es la de la Virgen del Carmen del Cuyo en el mes de julio.